# Alard de Cans
Alard de Cans, autres graphies Alart; Caus, Caux, Chans, fut un trouvère et chevalier d'origine artésienne actif en Arras vers 1250. C'est le fils du chevalier Renaud de Crousilles, qui éposait la dame Ermentrude de Cans et fondait une branche cadette de la famille de Crousilles. Leur seigneurie était basée au château de Cans, aujourd'hui disparu, sur le territoire de Coutiches près  Orchies (Flandre romane).
Selon Elisa Verzilli, seulement l'œuvre E serventois, ariere t'en revas peut être attribué a lui avec certitude, supposée d'être écrit pendant le tiers moyen du XIIIe siècle.
Au moins deux de ses œvres sont connues :
- Un sirvente : E! serventois, arriere t'en revas[1],[3].
- Un chanson : Loiaul amor k'est dedens fin cuer mise[4]